# Lažna ćirilica
Grafički dizajneri ponekad uključuju lažnu ćiriličnu tipografiju u latinični tekst, kako bi se dobio utisak ćiriličnog teksta, tako što zamenjuju latinična slova sličnim ćiriličnim. Prost način da se ovo postigne je da se zamene velika latinična slova R i N ćiriličnim  i И. Drugi primeri uključuju Ш za W, Ц za U, Г za  ili ,  za , Д za A i Ч ili У za Y.
Ovaj efekat obično se primenjuje na tekst pisan velikim slovima, jer se mala ćirilična slova ne poklapaju dobro s latiničnim.

## Slova lažne ćirilice
| Ćirilično slovo | Latinični „dvojnik“ |
| --------------- | ------------------- |
|                 |                     |
|                 | r,                  |
|                 |                     |
|                 |                     |
|                 |                     |
|                 |                     |
|                 |                     |
| ,               |                     |
|                 |                     |
|                 |                     |
|                 |                     |

## Primeri lažne ćirilice
- Video igra
- , fanzin.
- , ime Pola Makartnija (Paul McCartney) na omotu albuma
- Naziv grupe Korn
- , finski bend
- Poster filma Борат: Културно уздизање у Америци за прављење користи славне нације Казахстана. Naziv na filmskim posterima je bio BORДT.
- Naziv na posteru filma  napisan je kao ЦNDЕRGЯОЦND.[1]

## Spoljašnje veze
- Generator lažne ćirilice — Konvertuje latinični tekst u lažnu ćirilicu.